# Agylla marcata
Agylla marcata là một loài bướm đêm thuộc phân họ Arctiinae, họ Erebidae.